# شورای طراحی مد هند
شورای طراحی مد هند (FDCI) یک سازمان در هند است. این سازمان یک انجمن غیرانتفاعی مستقل از طراحان مد است که برای تبلیغ تجارت مد در هند در دسامبر ۱۹۹۸ تشکیل شد در حال حاضر، دفتر شورای طراحی مد هند در دهلی نو مستقر است.
شورای طراحی مد هندتوسط وزارت نساجی هند پشتیبانی می‌شود و همچنین با مؤسسه مد مانند NIFT همکاری نزدیکی دارد.
در سال ۲۰۱۲، شورای مد با بنیاد مردمی رعایت اصول اخلاقی در برابر جانوران همکاری کرد تا با اعلام لایحه تحریم مد برای آزادی، هدف مد وگان را در کشور تشویق کند. در همان سال، ابتکار مهمی برای امضای پیمانی بین وزارت منسوجات (MOT) و شورای طراحی مد هند (FDCI) نیز انجام شد.